# Josef Stübi
Josef Stübi (ur. 26 marca 1961 w Lucernie) – szwajcarski duchowny katolicki, biskup pomocniczy Bazylei od 2023.

## Życiorys

### Prezbiterat
Święcenia kapłańskie otrzymał 20 sierpnia 1988 i został inkardynowany do diecezji bazylejskiej. Po kilkuletnim stażu wikariuszowskim został proboszczem w Hochdorfie, a w 2008 objął probostwo w Baden.

### Episkopat
20 grudnia 2022 papież Franciszek mianował go biskupem pomocniczym diecezji Bazylei, ze stolicą tytularną Lemellefa. Sakry udzielił mu 26 lutego 2023 biskup Felix Gmür.